# Kira Iwanowa
Kira Walentinowna Iwanowa, ros. Кира Валентиновна Иванова (ur. 10 stycznia 1963 w Moskwie, zm. 18 grudnia 2001 tamże) – radziecka łyżwiarka figurowa, startująca w konkurencji solistek. Brązowa medalistka olimpijska z Sarajewa (1984) i dwukrotna uczestniczka igrzysk olimpijskich (1980, 1988), wicemistrzyni świata (1985), 4-krotna wicemistrzyni Europy (1985–1988) oraz 3-krotna mistrzyni Związku Radzieckiego (1979, 1981, 1988).
W 1984 roku Iwanowa została pierwszą radziecką medalistką olimpijską w konkurencji solistek.
Została zamordowana przez nieznanego sprawcę w 2001 roku. Miała 38 lat.

## Życiorys

### Początki
Kira Iwanowa była wychowywana przez babcię Lubow Michajłową. Jej rodzice się rozwiedli, a matka ponownie wyszła za mąż. Iwanowa zaczęła uprawiać łyżwiarstwo figurowe w młodym wieku i zaczynała swoją karierę jako zawodniczka klubu Spartak Moskwa. Jej pierwszą trenerką była Irina Anikanowa, córka radzieckiego łyżwiarza szybkiego Iwana Anikanowa, która poznała Kirę na lokalnym lodowisku. Anikanowa pomagała swojej uczennicy również poza lodowiskiem, m.in. finansowo. Talent Kiry szybko został dostrzeżony, dlatego została przypisana do specjalnej grupy szkoleniowej jednocześnie nie przerywając nauki w szkole, zgodnie z wolą jej babki Lubow. Na początku swojej kariery była uważana za specjalistkę od programów dowolnych odznaczających się dobrym przygotowaniem baletowym, podczas których wykonywała potrójne skoki. W późniejszej części kariery określano ją jako „królową figur obowiązkowych” (wygrała ten segment zawodów podczas igrzysk olimpijskich 1988 w Calgary).
W 1978 roku Anikanowa została odsunięta od trenowania swoich podopiecznych, którzy przypisani zostali do bardziej wpływowej grupy szkoleniowców. Kira odmówiła opuszczenia trenerki, którą traktowała jak drugą matkę, ale Anikanowa została zmuszona do opuszczenia kraju. Iwanowa została przypisana do grupy szkoleniowej Wiktora Kudriawcewa. W tym samym roku wywalczyła wicemistrzostwo świata juniorów, zostając pierwszą radziecką medalistką tych zawodów.

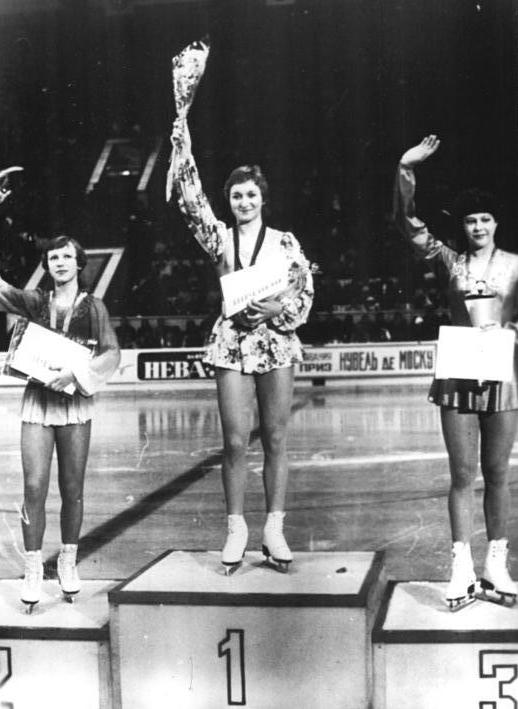
Od lewej: Iwanowa, Weissenberg, Ignatowa na podium zawodów Prize of Moscow News 1978

### Kariera amatorska
Po rozpoczęciu współpracy z choreografką Ałłą Karpanową i trenerem Kudriawcewem jej programy zaczęły zdobywać uznanie sędziów na zawodach krajowych i międzynarodowych. W swoich programach regularnie zaczęła skakać po dwa potrójne skoki łyżwiarskie. Podczas wygranych przez nią zawodów Moscow News Trophy w 1982 roku, po raz pierwszy wykonała kombinację dwóch potrójnych skoków. W trakcie swojej kariery trzykrotnie awansowała na zimowe igrzyska olimpijskie. Podczas pierwszego występu olimpijskiego w 1980 roku w Lake Placid wykonała aż trzy potrójne skoki w swoim programie dowolnym, zajmując finalnie 16. lokatę. W międzyczasie zadebiutowała na mistrzostwach Europy i świata, a na arenie krajowej dwukrotnie zdobyła tytuł mistrzyni Związku Radzieckiego (1979, 1981) oraz srebro w 1980 roku, gdy przegrała z Jeleną Wodoriezową. W tamtym okresie Iwanowa intensywnie współpracowała z dwukrotnym mistrzem olimpijskim Aleksandrem Zajcewem oraz choreografami Teatru Bolszoj.
Dobra passa została przerwana w 1982 roku, gdy Kira zmieniła klub i przeszła do Dinamo Moskwa, gdzie zaczęła pracować z dwukrotnym mistrzem świata Władimirem Kowalowem. Kowalow pozostawał w konflikcie z rosyjskimi władzami łyżwiarskimi i dwukrotnie odmówiono mu tytułu „honorowego mistrza sportu”. Kira była zakochana w 10 lat starszym trenerze, dlatego ulegała jego wpływom. W styczniu 1982 roku, zaraz po przeprowadzce do szkoły Kowalewa, Kira udała się do Krasnojarska, aby wziąć udział w V Zimowej Spartakiadzie Narodów ZSRR. Wygrała zawody, ale została zdyskwalifikowana, a później zawieszona w drużynie narodowej Związku Radzieckiego i otrzymała zakaz rywalizacji poza Związkiem Radzieckim przez 2 lata. Było to spowodowane zignorowaniem przez Iwanową obowiązkowej kontroli antydopingowej. W tym czasie Iwanowa wolała pić alkohol ze swoim trenerem Kowalowem. Wyrzucenie z reprezentacji ZSRR dało Iwanowej motywację do kontynuowania pracy, zwłaszcza pod względem choreografii. Już w kwietniu 1983 roku, po zwycięstwie w Pucharze ZSRR, odzyskała miejsce w reprezentacji narodowej.
Na igrzyskach olimpijskich 1984 w Sarajewie zdobyła brązowy medal, pozostając jedyną radziecką (lub rosyjską) medalistką olimpijską w konkurencji solistek aż do 2002 roku i srebrnego medalu Iriny Słuckiej. Podczas drugiego występu olimpijskiego w karierze Kiry nie towarzyszył jej trener Kowalow, lecz Eduard Pliner. Podobna sytuacja miała miejsce na mistrzostwach świata w 1984, gdzie Iwanowa przyjechała w towarzystwie trenerki Jeleny Czajkowskiej.
W latach 1985–1988 Iwanowa czterokrotnie zdobywała srebrny medal mistrzostw ZSRR, za każdym razem przegrywając z Anną Kondraszową oraz cztery tytuły wicemistrzyni Europy, przegrywając czterokrotnie z reprezentantką NRD Katariną Witt. W 1985 roku zdobyła wicemistrzostwo świata. Pomimo tych osiągnięć Iwanowa borykała się z wieloma problemami. Podczas mistrzostw świata w 1986 roku w rozmowie z trenerem przygotowania fizycznego reprezentacji narodowej, Leonidem Rajcynem, przyznała, że w trakcie zawodów nie śpi w nocy, co powoduje jej zmęczenie podczas występów. Iwanowa stwierdziła wtedy, że zmęczenie po zawodach utrzymuje się aż tydzień, a problemy z odczuwaniem niepokoju i brakiem snu powodowały, że była dużo wolniejsza podczas programów dowolnych.
Sezon 1987/1988 był ostatnim w jej amatorskiej karierze. Docelową imprezą sezonu były igrzyska olimpijskie 1988 w Calgary, gdzie faworytkami była Katarina Witt i Debi Thomas oraz ich „bitwa o Carmen” (obie łyżwiarki przygotowywały programy z muzyką opery Carmen). Iwanowa wygrała segment figur obowiązkowych przedstawiając nowoczesną aranżację Sonaty Księżycowej van Beethovena, ale ze względu na błędy i jakość jej występu w programie krótkim, m.in. zbyt łatwą kombinację skoków: potrójnego toe loopa i podwójnego loopa, błędy przy lądowaniu skoków, dedukcję punktów przy ostatnim piruecie, spadła na 4. miejsce w zawodach. Swój program dowolny prezentowała po Kanadyjce Liz Manley, która przed własną publicznością zaprezentowała najlepszy występ w swojej karierze. Stres towarzyszący Iwanowej odbił się na jakości jej występu. Wcześniej media radzieckie regularnie krytykowały Iwanową za brak podejmowania ryzyka i walki o wysoki poziom trudności programu dowolnego, dlatego pod wpływem emocji łyżwiarka po raz pierwszy i jedyny w karierze postanowiła podjąć próbę wykonania potrójnego lutza. Po skoczeniu niedokręconego lutza wykonała podwójnego loopa (zamiast potrójnego), a następnie ostatkami sił zakończyła kombinację podwójnym axlem niemal uderzając w bandy. W trakcie występu nie skoczyła potrójnego skoku pomimo pięciu prób. W kiss and cry Iwanowa pojawiła się bez trenera Kowalowa, z którym miała skomplikowane relacje prywatne poza lodowiskiem, a zamiast niego towarzyszyła jej jedynie choreografka Ałła Kapanowa. Ostatecznie Kira zajęła 7. miejsce i zakończyła karierę amatorską.

### Praca trenerska, uzależnienie i problemy osobiste
Po igrzyskach Kira Iwanowa ostatecznie rozstała się z Kowalowem, zaczęła grać w filmach i występowała z Ice-Theatre Igora Bobrina w Rosji, a w 1991 roku rozpoczęła pracę trenerki łyżwiarstwa. W 1989 roku zmarła jej babcia, która ją wychowała. Kiedy Iwanowa zaczęła pracę trenerską, wciąż miała problem z przystosowaniem się do życia poza światem wyczynowego sportu. W międzyczasie jej trzej najlepsi uczniowie nagle odeszli do innych trenerów, a ona miała kłopoty ze snem i przyjmowała środki uspokajające. Ponadto w tym okresie aż dwukrotnie w ciągu trzech miesięcy miała wypadki samochodowe.
Dwukrotnie wychodziła za mąż. Jej pierwszym mężem był tancerz Teatru Bolszoj, ale małżeństwo szybko zakończyło się rozwodem. Następnie wyszła za mąż za Konstantina Tarelina, zastępcę dyrektora Ice-Theatre Igora Bobrina. Zaszła w ciążę, ale porzuciła dziecko, ponieważ jego posiadanie było „sprzeczne” z jej kontraktem w Ice-Theatre. Pomimo oddania dziecka, z niewyjaśnionych przyczyn szybko straciła pracę. Po tych przeżyciach Iwanowa znów zaczęła nadużywać alkoholu, a jej drugi mąż porzucił ją, przeprowadzając się do Stambułu. W 1992 roku Kira była zniechęcona życiem i miała trudności ze znalezieniem pracy. Po tym, jak jej siostra Lena Sokół (wychowywana przez matkę) popełniła samobójstwo w 1994 roku, Kira popadła w depresję. W tym samym czasie, za wstawiennictwem Wiktora Kudriawcewa, otrzymała pracę i wsparcie od sekcji łyżwiarskiej klubu Dinamo Moskwa. Zaczęła trenować z sukcesami m.in. Anastasiję Miszkiną, córkę pięciokrotnego mistrza świata i bramkarza drużyny hokejowej ZSRR, Władimira Miszkina.
W 1996 roku Iwanowa miała kolejny wypadek samochodowy, jednak tym razem nie ona go spowodowała. W 1998 roku zwróciła się do Rosyjskiego Komitetu Sportowego z prośbą o tytuł „honorowego mistrza sportu”, ale jej odmówiono. W 2000 roku publicznie poprosiła o wybaczenie byłego trenera Wiktora Kudriawcewa na konferencji Rosyjskiej Federacji Łyżwiarstwa Figurowego, który pomógł jej kilka lat wcześniej. Jej uzależnienie od alkoholu wpłynęło na jej zdolność do wykonywania pracy w klubie Dinamo, dlatego kilkakrotnie przebywała w klinice leczenia uzależnień. Terapia nie przynosiła rezultatów, dlatego we wrześniu 2001 roku została zwolniona, co oznaczało, że została bez regularnych dochodów, a w konsekwencji bez środków do życia. Według przyjaciół, w jej mieszkaniu często przebywali przypadkowi ludzie i często sprzedawała swoje rzeczy, aby zdobyć pieniądze. Pomimo późniejszego podjęcia kontynuacji leczenia w Klinice Sklifosowskiego, wciąż nadużywała alkoholu. Po jej śmierci przewodniczący Rosyjskiej Federacji Łyżwiarstwa Figurowego, Walentin Pisiejew, przekazał  prasie informacje, że Iwanowa cierpiała na alkoholizm, stwierdzając, że „Iwanowa uzależniła się od alkoholu w ostatnich latach i kilkukrotnie poddawała się leczeniu, ale bez widocznych rezultatów”.

### Śmierć
8 grudnia 2001 roku Iwanowa zadzwoniła do łyżwiarki Jeleny Aleksandrowej z klubu Miedwiediewko i poinformowała o swojej chęci powrotu do pracy. Wieczorem 18 grudnia zadzwoniła do ojczyma, zapewniając, że wszystko u niej w porządku. Tej samej nocy wysłała swojego psa, owczarka niemieckiego Fidela, do współlokatora na wieś. Rozmawiała również z sąsiadką Margaritą Żirnową o planach późniejszego spotkania.
21 grudnia jej sąsiedzi odnaleźli martwą Iwanową w jej moskiewskim mieszkaniu. Policyjne śledztwo wykazało, że Iwanowa miała na ciele rany kłute zadane przy użyciu noża używanego w rzeźni i została zamordowana trzy dni przed znalezieniem jej ciała przez sąsiadów. Rosyjskie media doniosły, że drzwi do mieszkania Iwanowej zostały rozbite, a jej ciało znaleziono na zakrwawionym łóżku. Spekulowano, że została ofiarą przypadkowego ataku lub osobistych porachunków, przy czym tożsamości jej mordercy nigdy nie ustalono.

### Inne
Jej imieniem została nazwana aktorka Keira Knightley, której ojciec podziwiał Iwanową podczas telewizyjnej transmisji z zawodów łyżwiarskich. Knightley miała otrzymać angielskojęzyczną odmianę imienia, tj. Kiera, ale jej matka podczas rejestracji imienia córki błędnie je zapisała, zamieniając „ie” na „ei”.

## Osiągnięcia
| Zawody                                | 77–78          | 78–79          | 79–80          | 80–81          | 81–82          | 82–83          | 83–84          | 84–85          | 85–86          | 86–87          | 87–88          |                |                |                |                |                |                |
| Międzynarodowe                        | Międzynarodowe | Międzynarodowe | Międzynarodowe | Międzynarodowe | Międzynarodowe | Międzynarodowe | Międzynarodowe | Międzynarodowe | Międzynarodowe | Międzynarodowe | Międzynarodowe | Międzynarodowe | Międzynarodowe | Międzynarodowe | Międzynarodowe | Międzynarodowe | Międzynarodowe |
| ------------------------------------- | -------------- | -------------- | -------------- | -------------- | -------------- | -------------- | -------------- | -------------- | -------------- | -------------- | -------------- | -------------- | -------------- | -------------- | -------------- | -------------- | -------------- |
| Igrzyska olimpijskie                  |                |                | 16             |                |                |                | 3              |                |                |                | 7              |                |                |                |                |                |                |
| Mistrzostwa świata                    |                | 18             |                | 12             |                |                | 4              | 2              | 4              | 5              |                |                |                |                |                |                |                |
| Mistrzostwa Europy                    |                | 10             | 11             | 7              |                |                | 4              | 2              | 2              | 2              | 2              |                |                |                |                |                |                |
| Prize of Moscow News                  |                | 2              | 1              |                | 2              | 1              | 1              | 1              |                | 1              |                |                |                |                |                |                |                |
| Skate Canada International            |                |                |                |                | 3              |                |                |                |                |                |                |                |                |                |                |                |                |
| Międzynarodowe: Kategorie młodzieżowe |                |                |                |                |                |                |                |                |                |                |                |                |                |                |                |                |                |
| Mistrzostwa świata juniorów           | 2              |                |                |                |                |                |                |                |                |                |                |                |                |                |                |                |                |
| Krajowe                               |                |                |                |                |                |                |                |                |                |                |                |                |                |                |                |                |                |
| Mistrzostwa ZSRR                      | 2 J            | 1              |                | 1              |                | DSQ            |                | 2              | 2              | 2              | 2              |                |                |                |                |                |                |